# Liste der Kulturgüter im Kanton Luzern
Die Liste der Kulturgüter im Kanton Luzern bietet eine Übersicht zu Verzeichnissen von Objekten unter Kulturgüterschutz in den 83 Gemeinden des Kantons Luzern. Die Verzeichnisse enthalten Kulturgüter von nationaler, regionaler und lokaler Bedeutung (A-, B- und C-Objekte).
Im Kanton Luzern sind 960 Baudenkmäler erfasst, davon 375 Sakralbauten und 585 Profanbauten (Stand 2016). Damit befinden sind nur knapp ein Prozent der schweizweit 75 084 erfassten Denkmäler im Kanton Luzern. «Die Unterschutzstellungspraxis im Kanton Luzern ist sehr zurückhaltend», bestätigte im Dezember 2018 die kantonale Denkmalpflegerin Conny Grünenfelder.

## Geordnet nach Gemeinden in alphabetischer Reihenfolge
- Adligenswil
- Aesch
- Alberswil
- Altbüron
- Altishofen
- Ballwil
- Beromünster
- Buchrain
- Büron
- Buttisholz
- Dagmersellen
- Dierikon
- Doppleschwand
- Ebikon
- Egolzwil
- Eich
- Emmen
- Entlebuch
- Ermensee *
- Eschenbach
- Escholzmatt-Marbach
- Ettiswil
- Fischbach
- Flühli
- Geuensee
- Gisikon *
- Greppen
- Grossdietwil
- Grosswangen
- Hasle
- Hergiswil bei Willisau
- Hildisrieden
- Hitzkirch
- Hochdorf
- Hohenrain
- Horw
- Inwil
- Knutwil
- Kriens
- Luthern *
- Luzern
- Malters
- Mauensee
- Meggen
- Meierskappel
- Menznau
- Nebikon *
- Neuenkirch
- Nottwil
- Oberkirch
- Pfaffnau
- Rain
- Reiden
- Rickenbach
- Roggliswil *
- Römerswil
- Romoos
- Root
- Rothenburg
- Ruswil
- Schenkon *
- Schlierbach
- Schongau
- Schötz
- Schüpfheim
- Schwarzenberg
- Sempach
- Sursee
- Triengen
- Udligenswil
- Ufhusen *
- Vitznau
- Wauwil
- Weggis
- Werthenstein
- Wikon
- Willisau
- Wolhusen
- Zell

* Diese Gemeinde besitzt keine Objekte der Kategorien A oder B, kann aber (zzt. nicht dokumentierte) C-Objekte besitzen.

## Geordnet nach Wahlkreisen
Übersicht über die sechs Wahlkreise des Kantons Luzern, wobei hier Luzern-Land & Luzern-Stadt zugunsten der Benutzerfreundlichkeit zusammengefasst sind, da der Wahlkreis Luzern-Stadt einzig aus der Gemeinde Luzern besteht.